# Maddalena penitente (Ribera Napoli)
La Maddalena penitente è un dipinto olio su tela (78×71 cm) databile tra il 1618 e il 1623 di Jusepe de Ribera e conservato nel Museo nazionale di Capodimonte a Napoli.

## Storia e descrizione
Non si hanno informazioni sulla committenza dell'opera. Il dipinto, già in collezione genovese di Angelo Costa fino al 1961, passò poi nelle raccolte Colnaghi di Londra, dove rimase fino al 1972, per poi giungere in una privata raccolta fiorentina e quindi nelle raccolte statali.
Sin dall'origine la tela era assegnata al pittore valenzano, mentre successivamente alla vendita Colnaghi del 1972 l'attribuzione fu spostata in favore di Bartolomeo Bassante.
Sul finire del secolo è stata ripristinata la paternità dell'esecuzione sia per le analogie stilistiche con le opere giovanili del Ribera, sia per le similitudini della figura della Maddalena con quelle della tela del Calvario di Osuna (1618), nonché della Pietà di Londra (1620-1623).